# Janusz Zasławski
Janusz Zasławski herbu własnego (zm. 4 sierpnia 1629) – książę, wojewoda wołyński w latach 1604–1629, wojewoda podlaski w latach 1591–1604, sędzia kapturowy wołyński w 1587 roku, starosta perejasławski w 1620 roku, starosta żytomierski w latach 1598–1609.
Poseł na sejm 1582 roku z województwa wołyńskiego.
Jako senator brał udział w sejmie zwyczajnym 1605, 1606 i 1609 roku.
Deputat na Trybunał Główny Koronny z województwa wołyńskiego w 1593, 1618 roku.
Wraz ze Stanisławem Żółkiewskim brał udział w rokowaniach z Iskanderem Paszą. Uczestniczył w bitwie pod Cecorą w 1620 roku.
Był wyznawcą prawosławia w 1582 roku. Wychowany jako kalwinista, ok. 1600 przeszedł z pierwszą żoną (prawosławną) na katolicyzm. W 1602 roku ufundował kościół św. Michała i klasztor bernardynów w Zasławiu, w 1599 ufundował tam kościół farny. Pozostał jednak tolerancyjny, bronił dawnych współwyznawców. Jego drugą żoną była gorliwa kalwinistka Marianna Leszczyńska (zm. 1652)